# RD Rýmařov
RD Rýmařov je český výrobce a dodavatel dřevostaveb. Vznikl v roce 1968 v Rýmařově a pomohl vyřešit nedostatek nových bytů v tehdejším Československu. Staví rodinné domy na klíč a dodává dřevostavby pro rezidenční developerské projekty. RD Rýmařov působí na českém, slovenském, německém a rakouském trhu a dále v zemích Beneluxu, v Británii a ve Švýcarsku. V konstrukcích domů využívá dřevo z trvale udržitelně obhospodařovaných lesů. Od roku 2021 je součástí investiční skupiny Progresus.

## Historie
Koncem 60. let 20. století řešily tehdejší Rudné doly Jeseník cestu, jak zaměstnat pracovníky z postupně uzavíraných dolů na Rýmařovsku. V roce 1968 se tak zrodil nápad, který pomohl vyřešit nedostatek bytů v tehdejší Československu a navíc nabídl práci stovkám místních lidí. Firma spolupracovala se západoněmeckou firmou Okal Haus Gmbh, která poskytla licenci na výstavbu montovaných dřevostaveb, zapůjčila montážní linky a vyškolila zaměstnance.
Jednou stavěla Kobolkova parta dům v Dobré ve východních Čechách. Protože expedice nestíhala, bylo stanoveno zahájení montáže na neděli v 7 hodin. Stavba byla na stráni, na protější straně byl kostel. Věřící se scházeli na mše v 8, 9 a 10 hodin. Postupně utvořili slušný dav možná stovky přihlížejících, kteří nešli do kostela, ale přihlíželi něčemu, co ještě nikdy neviděli – montáži okálu. Pan farář, se kterým jsem později hovořil, s podivem řekl, že i on mezi mšemi s respektem sledoval koncert stavbařů.
Jan Černý, 1972
V 90. letech byl závod zprivatizován a vznikla společnost RD Rýmařov, která se v roce 2021 stala součástí investiční skupiny Progresus. V roce 2020 vykázala tržby přes 1 mld. korun a zaměstnávala necelých 500 zaměstnanců.

## Spolupráce
Firma dlouhodobě spolupracuje na vývoji nových technologií na bázi dřeva s UCEEB ČVUT (Univerzitním centrem energeticky efektivních budov Českého vysokého učení technického) v Praze.  
RD Rýmařov v roce 2005 spolu s dalšími podniky lesnicko-dřevařského sektoru založil Nadaci dřevo pro život, která podporuje využívání dřeva jako české obnovitelné suroviny.
Je rovněž členem Národního dřevařského klastru, který vznikl v roce 2005 z iniciativy agentur pro rozvoj Moravskoslezského kraje. Sdružení spolupracuje nejen s firmami, ale i s univerzitami, výzkumnými pracovišti a státní správou. Jeho úkolem je udržitelné a citlivé hospodaření se dřevem.

## Typ dřevostaveb
RD Rýmařov využívá ke stavbě svých domů rámový konstrukční systém s nosnými dřevěnými prvky. Konstrukce je již připravena v továrně a na stavbu přijíždí hotové panely, které jsou smontovány a připevněny na základovou desku během dvou až tří dnů. Celý proces trvá od získání stavebního povolení a podpisu smlouvy cca dva měsíce.
Při správné péči a údržbě vydrží dřevostavba 80 až 100 let.